# Sainsbury’s

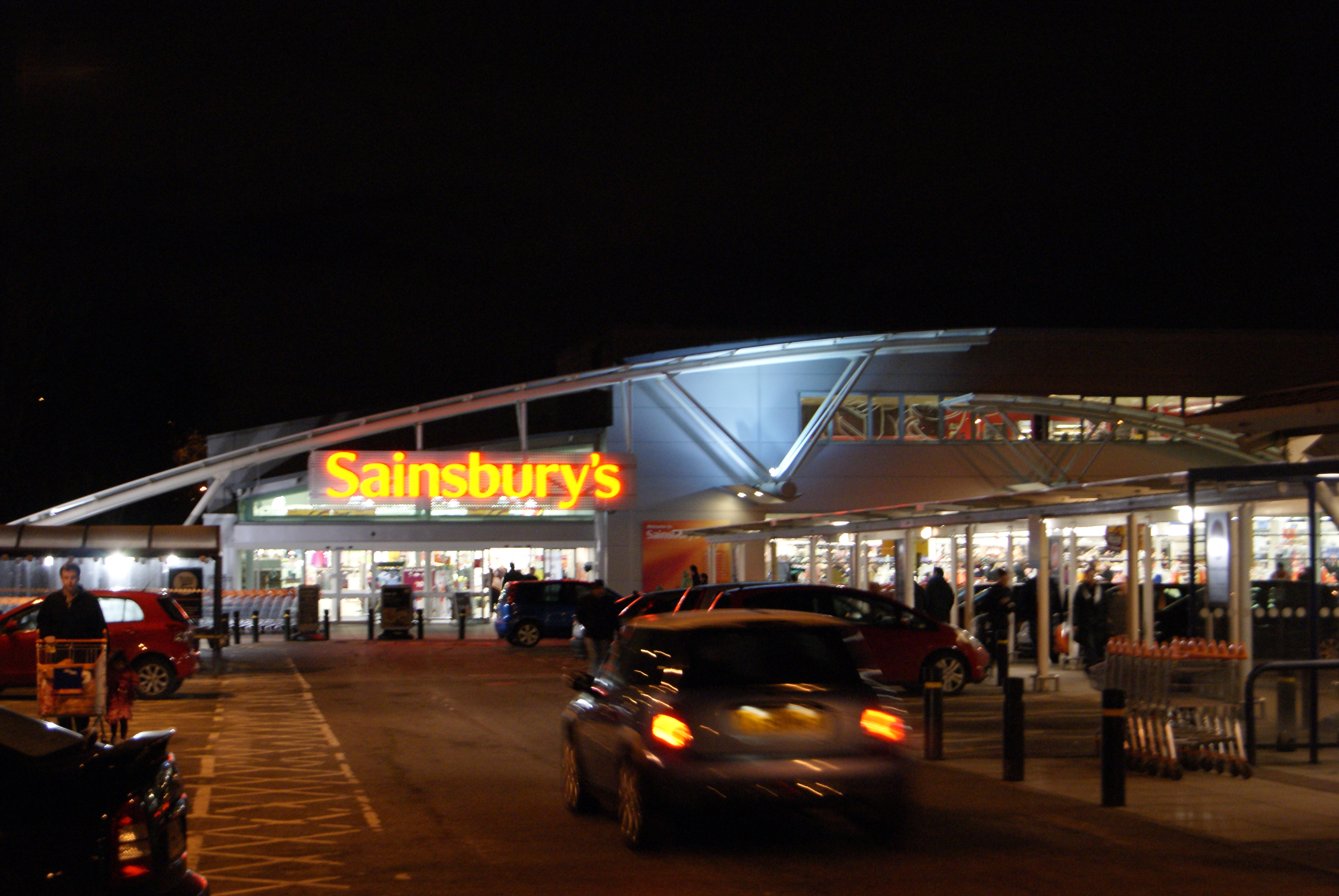
Sainsbury's, Moor Allerton, Leeds.

Sainsbury's – sieć hipermarketów w Wielkiej Brytanii. Zajmuje drugie miejsce pod względem udziału w rynku – 16 procent –  po Tesco (27,4 proc.). Założona przez Johna Jamesa Sainsburego. Sieć ma ponad 150-letnie doświadczenie w handlu, zatrudnia 116,400 (2018) osób w 1428 sklepach. W 2017 roku Sainsbury’s wykupił sieć sklepów ze sprzedażą katalogową Argos.